# Molnár René
Molnár René (álneveiː Baán István, Kőrösi György, Nagy György; Újvidék, 1896. február 16. – Szovjetunió, 1942. november 5.) ügyvéd, politikai aktivista. Molnár Erik (1894–1966) történész, politikus öccse.
Bátyjával ellentétben fiatal korában nem politizált. Jóval a Tanácsköztársaság bukása után kezdett bekapcsolódni a munkásmozgalomba.

## Élete
Budapesten végzett jogi egyetemet, majd az 1920-as évek elején ugyanitt ügyvédi irodát nyitott.
1923-tól vett részt a munkásmozgalomban. 1925-től az MSZMP (Magyarországi Szocialista Munkáspárt) tagja volt.
1930-ban lépett be a kommunista pártba (KMP). A párt megbízott ügyvédje volt. A Vörös Segély tagjaként a kommunista vádlottak védőügyvédje lett, és kapcsolatot teremtett a letartóztatott kommunisták és a pártvezetőség között (ügyvédként erre még jogerős büntetésük töltése közben is lehetősége volt). Sallai Imre és Fürst Sándor védelmét is részben ő látta el.
1932-ben a politikai rendőrség azonosította mint a Vörös Segély ügyvédjét, ezért letartóztatása elől előbb Bécsbe, majd a Szovjetunióba menekült, ahol különböző kutatóintézeteknél tudományos tevékenységet folytatott, a Bibliográfiai Tudományos Kutató Intézet, a Marx-Engels-Lenin-Intézet, majd a Gorkij Irodalmi Akadémia munkatársa lett. Írásai, publikációi a Szovjetunióban a Moszkvában megjelenő Új Hang című magyar irodalmi folyóiratban jelentek meg Kőrösi György álnéven.
1938 tavaszán tartóztatták le a sztálini törvénysértések következtében. Munkatáborban halt meg a Szovjetunióban 1942-ben.

## Emlékezete
Hernádi Gyula Vörös rekviem című regényének illetve az azonos című Grunwalsky Ferenc rendezte 1975-ös filmjének szereplője. A filmben Dunai Tamás személyesítette meg.